# 郑梦熊
郑梦熊（1933年6月—2024年10月16日），男，浙江江山人，中国新闻工作者，《人民日报》社原副社长，中华全国新闻工作者协会原常务副主席、党组书记，第九届全国政协委员。